# Jânio Quadros
Jânio Silva Quadros (ur. 25 stycznia 1917 w Campo Grande, zm. 16 lutego 1992 w São Paulo) – brazylijski polityk, prezydent kraju w 1961 roku.

## Życiorys
Prawnik, profesor j. portugalskiego i autor słowników, pełnił urząd burmistrza São Paulo w latach 1953–1953, 1955, a następnie gubernatora stanu São Paulo (1955–1959).
Quadros nie posiadał stałej bazy politycznej ale, jako burmistrz i gubernator, zdobył wielką popularność dzięki swej charyzmie i ekstrawaganckiemu stylowi. W 1960 zwyciężył w wyborach prezydenckich ogromną przewagą głosów.
Quadros ustanowił stosunki dyplomatyczne z ZSRR, ChRL i Kubą, starając się równocześnie uniezależnić politykę kraju od wielkich wpływów amerykańskich. Brazylię, kraj szybko rozwiający się gospodarczo, jak i dysponujący dużym potencjałem ludnościowym, postrzegał jako przyszłe, niezależne zarówno od obozu zachodniego jak i wschodniego, mocarstwo.
Planował też wprowadzenie szeregy reform wewnętrznych, mówiąc, iż jeżeli tego nie zrobi, wkrótce będziemy mieli własnego Fidela Castro. Zasłynął też zakazem uprawiania hazardu oraz noszenia przez kobiety bikini na plażach.
W związku z niezależną polityką zagraniczną utracił kluczowe poparcie w Kongresie, co uniemożliwiało forsowanie dalszych posunięć. 25 sierpnia 1961, po ponad pół roku sprawowania urzędu, ustąpił, licząc iż Kongres lub wojsko nie przyjmie rezygnacji w strachu, przed objęciem władzy przez lewicowego wiceprezydenta João Goularta i dzięki czemu po powrocie uzyska więcej uprawnień. Jednak po 12-dniowym okresie niepewności, siły zbrojne i Kongres zaakceptowały Goularta, ograniczając wszelako jego władzę wprowadzeniem systemu rządów parlamentarnych.
Rezygnacja Quadrosa zapoczątkowała kryzys, który w konsekwencji doprowadził do wojskowego zamachu stanu w 1964 i ponad dwóch dekad dyktatury.
W tym okresie Quadros nie mógł prowadzić działalności politycznej. W okresie demokratyzacji (1982) kandydował na gubernatora São Paulo, ale przegrał. Mimo to zdobył kolejną kadencję na stanowisku burmistrza (1986-1989), pokonując wcześniejszego faworyta, przyszłego prezydenta Fernando Henrique Cardoso. Zmarł w 1992.
Quadros pozostaje bardzo kontrowersyjną postacią w historii Brazylii. Podczas gdy wielu ocenia jego plany (reformy, stosunki zagraniczne) za słuszne i potrzebne, rezygnacja była jednym z najtragiczniejszych w skutkach błędów politycznych w historii kraju.

## Odznaczenia
Brazylijskie
- Krzyż Wielki Orderu Narodowego Zasługi (1961) – ex officio
- Krzyż Wielki Orderu Zasługi Marynarskiej (1961) – ex officio
- Krzyż Wielki Orderu Zasługi Wojskowej (1961) – ex officio
- Krzyż Wielki Orderu Zasługi Lotniczej (1961) – ex officio

Zagraniczne
- Wielki Oficer Orderu Wojskowego Chrystusa (1952, Portugalia)[1]
- Krzyż Wielki Orderu Wojskowego Chrystusa (1958, Portugalia)[1]
- Wielki Oficer Orderu Infanta Henryka (1987, Portugalia)[1]